# Colotis aurora
Colotis aurora is een vlindersoort uit de familie van de Pieridae (witjes), onderfamilie Pierinae.
Colotis aurora werd in 1780 beschreven door Cramer.